# Coelostathma
Coelostathma is een geslacht van vlinders uit de familie van de bladrollers (Tortricidae). De wetenschappelijke naam van het geslacht is voor het eerst geldig gepubliceerd in 1860 door Brackenridge Clemens.
Dit geslacht komt voor in de Nieuwe Wereld, van zuidoostelijk  Canada tot Argentinië.

## Soorten
- Coelostathma binotata Walsingham, 1913
- Coelostathma contigua Meyrick, 1926
- Coelostathma discopunctana Clemens, 1860[1]
- Coelostathma immutabilis Meyrick, 1926
- Coelostathma insularis Brown & Miller, 1999[2]
- Coelostathma parallelana Walsingham, 1897[3]